# Żusiny (rejon werenowski)
Żusiny (biał. Жусіны; ros. Жусины) – wieś na Białorusi, w obwodzie grodzieńskim, w rejonie werenowskim, w sielsowiecie Podhorodno.
W dwudziestoleciu międzywojennym leżały w Polsce, w województwie nowogródzkim, w powiecie lidzkim, do 11 kwietnia 1929 w gminie Żyrmuny, następnie w gminie Werenowo. Po II wojnie światowej w granicach Związku Sowieckiego. Od 1991 w niepodległej Białorusi.